# Harald Friis
Harald Friis (Næstved, 22 febbraio 1893 – Palo Alto, 15 giugno 1976) è stato un ingegnere danese naturalizzato statunitense.
Pioniere della radiopropagazione, della radioastronomia e della tecnologia radar, ha ricevuto numerosi premi scientifici. Le sue due formule più note, la formula di Friis e l'equazione di trasmissione di Friis, sono tuttora utilizzate.

## Premi e riconoscimenti
- 1939 - Premio commemorativo "Morris N. Liebmann" (IEEE)
- 1954 - Medaglia "Valdemar Poulsen" (Accademia Reale danese di Scienze e Lettere)
- 1955 - Medaglia d'onore (IEEE)
- 1958 - Medaglia "Stuart Ballantine" (Franklin Institute)
- 1964 - Premio "Mervin Kelly" (IEEE)